# Zbigniew Czerwiński (samorządowiec)
Zbigniew Czerwiński (ur. 17 marca 1961 w Rzepinie) – polski polityk i samorządowiec, działacz opozycji w okresie PRL, w latach 2005–2006 przewodniczący Sejmiku Województwa Wielkopolskiego.

## Życiorys
Od 1978 zaangażowany w działalność opozycyjnej organizacji młodzieżowej. W 1980 współtworzył Niezależne Zrzeszenie Studentów na Uniwersytecie im. Adama Mickiewicza w Poznaniu, został przewodniczącym koła na Wydziale Historycznym tej uczelni. Po wprowadzeniu stanu wojennego organizował Ruch na rzecz Samorządnej Rzeczpospolitej, zajmował się drukiem i kolportażem wydawnictw podziemnych (w tym „Wiadomości Dnia”, „Tygodnika Mazowsze”, „Przeglądu Wiadomości Agencyjnych”). W kwietniu 1982 został tymczasowo aresztowany, zwolniono go w sierpniu tego samego roku. W tym samym miesiącu został uniewinniony. Przewodniczył Konwentowi Samorządu Studentów UAM, zajmował się organizacją pomocy dla studentów aresztowanych z przyczyn politycznych. Był kilkakrotnie przesłuchiwany, a w 1982 został ukarany grzywną przez kolegium ds. wykroczeń. W 1986 redagował założony przez siebie niejawny „Przegląd Poznański”.
W tym samym roku ukończył studia na Wydziale Historycznym Uniwersytetu im. Adama Mickiewicza w Poznaniu. Pracował w Poznańskim Towarzystwie Przyjaciół Nauk. Od 1991 był prezesem zarządu „Gazety Handlowej”, później zatrudniony w spółce prawa handlowego.
Od 1989 do 2001 należał do Zjednoczenia Chrześcijańsko-Narodowego, wchodził w skład rady naczelnej tej partii. Następnie przystąpił do Prawa i Sprawiedliwości. W 1998 z listy współtworzonej przez ZChN AWS uzyskał mandat radnego Sejmiku Województwa Wielkopolskiego I kadencji. W 2002 z powodzeniem ubiegał się o reelekcję z ramienia koalicji PO-PiS. W 2004 bezskutecznie ubiegał się o mandat posła do Parlamentu Europejskiego. W latach 2005–2006 był przewodniczącym sejmiku II kadencji. W 2006 i 2010 wybierany na kolejne kadencje z ramienia Prawa i Sprawiedliwości. W 2014 nie uzyskał reelekcji; w grudniu 2015 ponownie objął mandat radnego województwa, zastępując Zbigniewa Hoffmanna. W 2018 został wybrany w skład sejmiku VI kadencji.
Z ramienia PiS wystartował do Sejmu w wyborach w 2011, 2015, 2019 i 2023. Został też powołany w skład komisji rewizyjnej Fundacji Zakłady Kórnickie. Wszedł także w skład rady nadzorczej Fundacji Świętego Benedykta.
W wyborach samorządowych w 2024 kandydował na prezydenta Poznania z ramienia komitetu Zjednoczona Prawica – Poznań (popieranego przez Prawo i Sprawiedliwość, Konfederację i partię Polska Jest Jedna). W I turze zajął drugie miejsce z wynikiem 38 128 głosów (20,30%). Wraz z dotychczasowym prezydentem Jackiem Jaśkowiakiem z KO przeszedł do II tury, w której przegrał ze swoim konkurentem, otrzymując 45 465 głosów (29,33%). W wyborach tych uzyskał natomiast mandat radnego Poznania.

## Odznaczenia
- Krzyż Oficerski Orderu Odrodzenia Polski (2018)[13][14]
- Krzyż Wolności i Solidarności (2018)[15][16]